# 水野忠輝
水野 忠輝（みずの ただてる、元禄4年5月22日（1691年6月18日） - 元文2年7月2日（1737年7月29日））は、江戸時代中期の大名。三河国岡崎藩の5代藩主。忠元系水野家6代。水野忠之の次男。正室は井上可安（井上正任の子）の娘（井上正岑の養女）。子は水野忠辰（長男）、水野忠則（次男）、水野忠勧（三男）、娘（阿部正敏正室）。右衛門大夫、右衛門佐、大監物。
宝永元年（1704年）、将軍徳川綱吉に初御目見し、従五位下右衛門大夫に任官した。正徳2年（1712年）に右衛門佐に改める。享保14年（1729年）には大監物に改め、翌享保15年（1730年）に父・忠之の隠居に伴って藩主に就任した。享保18年（1733年）には領内治世を賞せられた。元文2年（1737年）岡崎にて死去した。跡を長男の忠辰が継いだ。
墓所は茨城県結城市大字山川新宿の山川水野家墓所（菩提寺の旧万松寺内にあった墓所で初代忠元から11代忠邦までの11基の墓のみが残る）。

## 系譜
父母
- 水野忠之（父）

正室
- 井上正岑の養女 ー 井上可安の娘

側室
- 松田氏

子女
- 水野忠辰（長男）生母は松田氏（側室）
- 水野忠則（次男）
- 水野忠勧（三男）
- 阿部正敏正室